# Prophaethon
Il profetonte (gen. Prophaethon) è un uccello estinto, appartenente ai fetontiformi. Visse nell'Eocene inferiore (circa 55 - 50 milioni di anni fa) e i suoi resti fossili sono stati ritrovati in Europa e (forse) in Nordamerica.

## Descrizione
Questo animale doveva essere molto simile agli odierni fetonti (gen. Phaethon), anche se le ali dovevano essere leggermente più corte e la testa un po' più piccola. La superficie dorsale del cranio era caratterizzata da un processo postorbitale prominente e da fosse temporali arrotondate. La parete superiore dell'orbita era caratterizzata da una depressione ovale e allungata, che delimitava la parete esterna. Gli zigomi erano appiattiti lateralmente, senza torsione dorsoventrale nella parte anteriore. Il becco era appuntito e le aperture nasali allungate si estendevano fino a quasi la punta del becco. La mandibola inferiore era lunga e sottile, e l'osso dentale era dotato di un solco esterno orizzontale. La fossa mandibolare posteriore era grande e non perforava la parete esterna. 
La carena dello sterno era profonda, con un margine ventrale ricurvo e con l'apice che si proiettava anteriormente con la spina manubriale ben sviluppata. Il coracoide era dotato di una superficie sterno-coracoidea grande, leggermente ricurva ventralmente. Era presente una finestra coracoidea. La pelvi era allungata e relativamente stretta, con una cresta mediana dorsale prominente e uno scudo posteriore stretto tra le alte creste iliache posteriori. Il sinsacro fuso era assottigliato posteriormente. L'ultima vertebra toracica non era fusa al sinsacro. Le placche iliache anteriori si abbassavano improvvisamente incurvandosi all'infuori per formare flange laterali che si proiettavano poco oltre il termine del sinsacro. Il femore era snello e dotato di una superficie cotilare interna ricurva verso la parte distale. Il trocantere prossimale aveva una cresta dell'otturatore ben marcata, con un buco nel lato posteriore. La cresta del trocantere era prominente. 

## Classificazione
Prophaethon shrubsolei venne descritto per la prima volta nel 1899 da C. W. Andrews, sulla base di fossili abbastanza completi ritrovati nella London Clay in Inghilterra, in terreni risalenti all'Eocene inferiore. Altri fossili più antichi attribuiti a Prophaethon, ma senza un'attribuzione specifica, sono stati ritrovati in Maryland. 
Prophaeton è il genere eponimo dei profetontidi (Prophaethontidae), un gruppo di uccelli marini assai simili agli odierni fetonti ma dotati di alcune caratteristiche più primitive. Assai simile a Prophaethon doveva essere Lithoptila, di poco più antico e rinvenuto in Marocco.